# Klalakamish
Klalakamish, izumrla banda Lummi Indijanaca, porodica salishan, koji su nekada živjeli na istočnoj strani otoka San Juan u sjeverozapadnom Washingtonu.
Spominje ih američki etnolog George Gibbs u Clallam and Lummi (39, 1863.)